# Anna Blisková
Anna Blisková (24. července 1936 – 1989) byla slovenská a československá politička Komunistické strany Slovenska, poslankyně Sněmovny lidu Federálního shromáždění za normalizace.

## Biografie
K roku 1971 se profesně uvádí jako dělnice. Ve volbách roku 1971 zasedla do Sněmovny lidu (volební obvod č. 186 – Košice-jih, Východoslovenský kraj). Ve Federálním shromáždění setrvala do konce funkčního období, tedy do voleb v roce 1976.